# Pedro Alonso Niño
Pedro Alonso Niño, chamado El Negro, (* 1468 em Moguer, † 1505) foi um navegador espanhol.

## Vida
Nascido perto da cidade de Huelva, Niño era conhecido como El Negro devido à sua ascendência africana. Participou em várias expedições portuguesas à África e acompanhou Cristóvão Colombo na sua terceira viagem. Em 1499 explorou a costa da Venezuela junto com Cristóbal Guerra, de onde retornou à Espanha com miçangas e madeiras coloridas. Acusado de roubo pelo rei, Niño foi preso, onde morreu antes de seu julgamento.